# 臨時財政対策債
臨時財政対策債（りんじざいせいたいさくさい）は、地方債の一種。略称は臨財債（りんざいさい）。
国の地方交付税特別会計の財源が不足し、地方交付税として交付するべき財源が不足した場合に、地方交付税の交付額を減らして、その穴埋めとして、該当する地方公共団体自らに地方債を発行させる制度。

## 制度導入の背景
地方交付税の財源には、所得税や酒税などの一定割合が充てられることが、あらかじめ地方交付税法で定められている。
しかしこの制度では、景気・消費の動向によって、地方交付税の原資が大きく変動する弊害を生じやすい。そもそも地方交付税は、自らの税収が基準財政需要額（その自治体の行政活動のために最低限必要な額）に達しない自治体にのみ、差額を交付するものであるため、地方交付税の原資が不足する＝全国の大半の自治体が、行政活動をそもそも展開できないことを意味する。
こうした制度的な欠点に対処するため、国は1975年（昭和50年）度以降、地方財源の不足が予測される場合には、地方交付税特別会計で資金を借り入れ（すなわち国債を発行）して、地方交付税の交付総額が短期間に大きく変動しないようにする措置を講じてきた（これを指して補てんと称する）。しかし、この制度の下で交付税関連の国債残高は50兆円以上にも累増し、2001年度以降、根本的な見直しが行われることとなった。

## 臨時財政対策債の仕組み

### 補てんの廃止
国債を発行して地方交付税の不足額を補う方式を改め、地方交付税の原資が不足した場合には、特に補てんする措置を講じず、交付額が不足した状態のまま地方公共団体に交付することとした。しかし、この状態を放置しては地方財政が成り立たないため、地方交付税の不足分は、地方財政法第5条の特例として、特別の地方債（臨時財政対策債）の発行を認めることとした。臨時財政対策債は、形式的には各地方公共団体の借入となるが、実質的には、元利償還金全額が後年度の地方交付税に算入されるため、地方交付税の代替財源とみてよい。総務省が毎年度実施する「地方財政状況調査（決算統計）」においても、地方交付税と同様に一般財源として扱われている。
このため、この制度改正については、旧来財源不足に対して「前払い」で対処してきたものを、「後払い」に変更したものと捉えることもできる。

## 影響
当初、2001年度から2003年度までの3か年の臨時的措置として導入された地方債であったが、国において地方交付税の原資不足が解消されないことから、2023年現在に至るまでその措置は延長されている。
臨時財政対策債の元利償還金は、後年度の地方交付税に理論的に全額算入されるとはいえ、地方債の扱いであることに変わりはなく、地方債の残高が累積する原因にもなっている。ただし、臨時財政対策債は、あくまで「発行が可能」なものであって「発行しなければならない」わけではなく、地方公共団体の責任と判断で発行されるものである。発行可能額は、地方公共団体ごとの人口に基づく「人口基礎方式」、及び財源不足額に基づく「財源不足額基礎方式」の2つの方法により算出されるが、平成25年度から「財源不足額基礎方式」のみで算出され、普通交付税の不交付団体（単年度財政力指数が1を超える団体）は発行ができなくなる。なお、発行可能団体が臨時財政対策債を発行しない場合、財政構造の弾力性を示す経常収支比率が上昇（悪化）する現象が生じる。
臨財債の解釈を巡っては時として政争の具に用いられることもある。一例として大阪府においては2007年度から2021年度にかけて、臨財債を除く府債は約1兆4000億円減っているのに対し、臨財債の残高は約1兆8383億円増の約3兆5550億円と倍増。同期間の臨財債を含む府債総額は8%増え、計約6兆2740億円となる。2008年以降大阪府知事のポストを占める地域政党・大阪維新の会は府の借金が増えているとの批判に対し、「臨財債は交付税の代替措置。それを除いた府債がどうなっているのかが重要」（吉村洋文代表・大阪府知事）と反論している。府財政課も「単純に自治体の借金という認識ではない」との見解を示す一方、総務省の担当者は返済資金は国が手当てするとしつつ、「あくまでも返すのは自治体。臨財債は地方債」と述べ、国と地方でも認識に差がある。また、大阪維新の会自身も新人候補を擁立した2017年堺市長選挙においては、市政批判を行う目的で臨財債を含めた市債残高の棒グラフを用いて「堺の借金は増え続けている」などと指摘しており、自民党府議からは「都合良く解釈を変えている」との批判もある。